# ناحیه پالاتین، شهرستان کوک، ایلینوی
ناحیه پالاتین (به انگلیسی: Palatine Township) یک منطقهٔ مسکونی در ایالات متحده آمریکا است که در شهرستان کوک (ایلینوی) واقع شده‌است. ناحیه پالاتین ۹۳٫۳۴ کیلومتر مربع مساحت دارد ۲۲۸ متر بالاتر از سطح دریا واقع شده‌است.